# Emilio Rissone
Emilio Rissone (* 29. Mai 1933 in Viganello; † 7. Juni 2017 ebenda) war ein Schweizer Grafikdesigner, Bildender Künstler und Kunstpädagoge. Sein Werk umfasst Industriedesign, Malerei, Glasmalerei, Zeichnungen, Plakate, Grafiken, Illustrationen, Lithografien, Siebdrucke, Mosaike und Plastik.

## Leben und Werk

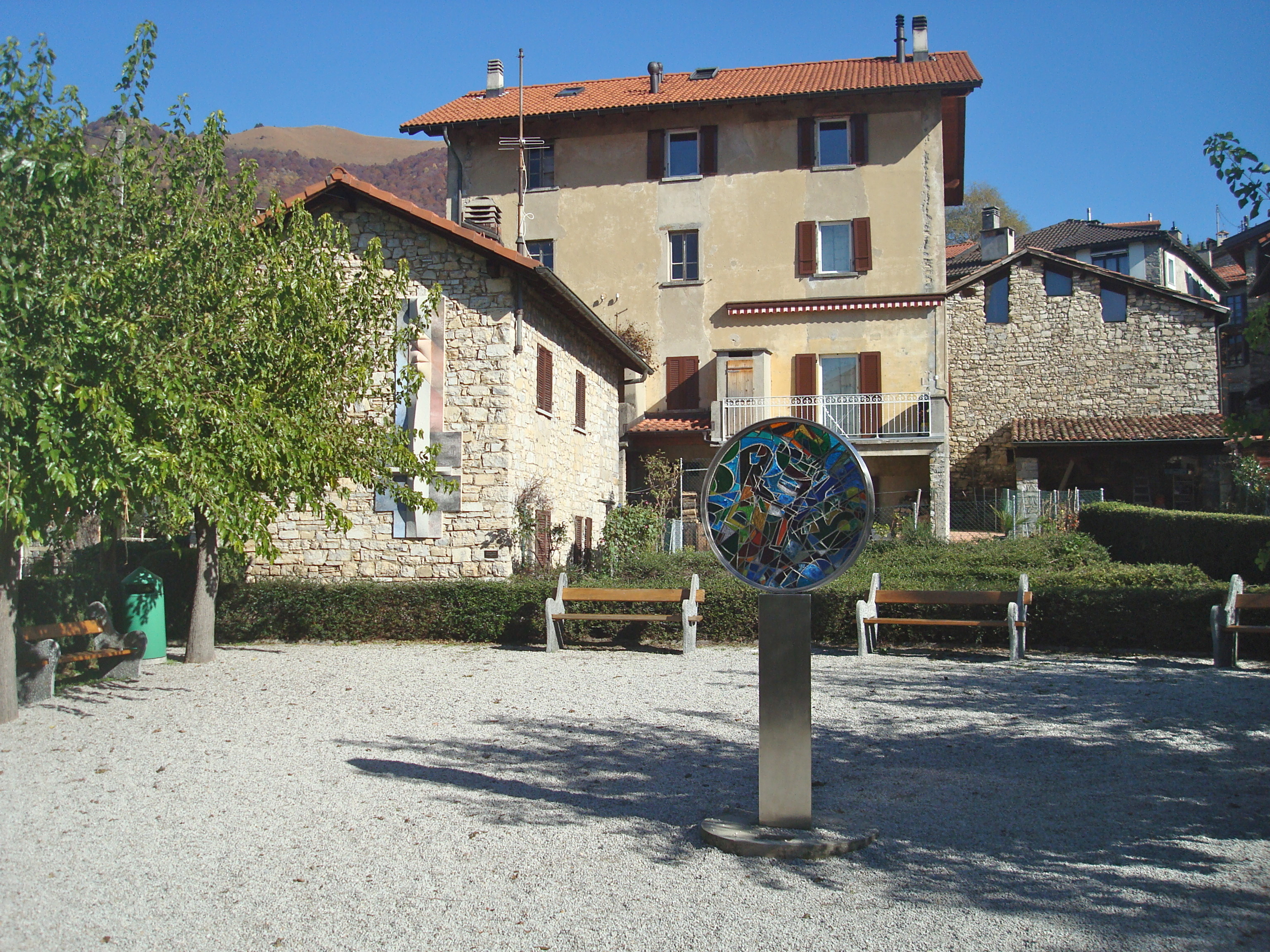
Buntglasplastik. Brè è,..Monte Bré

Emilio Rissone absolvierte in Luzern die Handelsschule und studierte von 1952 bis 1957 an der Kunstgewerbeschule Luzern. Einer seiner Lehrer war Max von Moos. Später zog Rissone nach London und studierte an der Britisch School of Design.
Anschliessend arbeitete er in Lugano in den Ateliers von Carlo Cotti (1903–1980) und Felice Filippini. 1960 war er zusammen mit Pietro Salati und Taddeo Carloni ein Mitbegründer des Schulzentrums für künstlerische Industrien (CSIA) in Lugano. Er unterrichtete fast vierzig Jahre an der Schule das Fach grafische Illustration. Ein weiterer Lehrer an der Schule war der Maler Piergiorgio Piffaretti.
Rissones künstlerische Arbeit konzentrierte sich besonders auf die kalligrafische Zeichnung und die Malerei. Zudem interessierte er sich für die Plastizität von Glaskeramik. Er schuf für zahlreiche öffentliche Gebäude und Kirchen Buntglasfenster, so in der Kirche Sta. Teresa in Viganello und – zusammen mit Lampen – in der reformierten Kirche in Lugano, und Mosaike. 
Rissone illustrierte zudem zahlreiche historische, künstlerische und didaktische Publikationen und übte seine Tätigkeit als Illustrator auch für Zeitschriften und Zeitungen aus. 1966 und 1970 erhielt er ein Eidgenössisches Kunststipendium. Er war Mitglied er Sektion Tessin der GSMBA und stellte seine Werke in zahlreichen Einzel- und Gruppenausstellungen im Kanton Tessin aus.